# قانون لبت عشتار
قانون لبت عشتار، أو شريعة لبت عشتار هي مجموعة من المواد القانونية التي أصدرها لبت عشتار (حكم بين عامي 1934 و1924 قبل الميلاد وفقًا للتأريخ الوسيط)، وكان حاكمًا في جنوبي بلاد الرافدين. وتُعدّ هذه الشريعة من القوانين المسمارية، إذ كُتبت باللغة السومرية باستخدام الخط المسماري.
تُعدّ شريعة لبت عشتار ثاني أقدم مجموعة قوانين باقية بعد شريعة أور-نامو. وبما أنها أكثر تفصيلًا من الشريعة السابقة، فقد مهدت الطريق أمام شريعة حمورابي الشهيرة التي جاءت لاحقًا.

## التاريخ

### الخلفية التاريخية
كان لبت عشتار (حكم بين عامي 1934–1924 قبل الميلاد وفقًا للتأريخ الوسيط) خامس ملوك سلالة إيسن، التي تأسست بعد انهيار سلالة أور الثالثة. ويُنسب إلى والده إيشمي-داغان الفضل في إعادة إعمار نيبور، وهي مدينة سومرية قديمة تقع في ما يُعرف اليوم بالعراق. وقد حكمت سلالة إيسن مدينة إيسن الواقعة كذلك في العراق المعاصر، ومارست نفوذًا سياسيًا في مدن جنوب بلاد الرافدين. ويُقال إن ليبيت-إشتار أعاد السلام، ويُنسب إليه الفضل في إرساء نظام قانوني فعّال.

### المسلة الأصلية

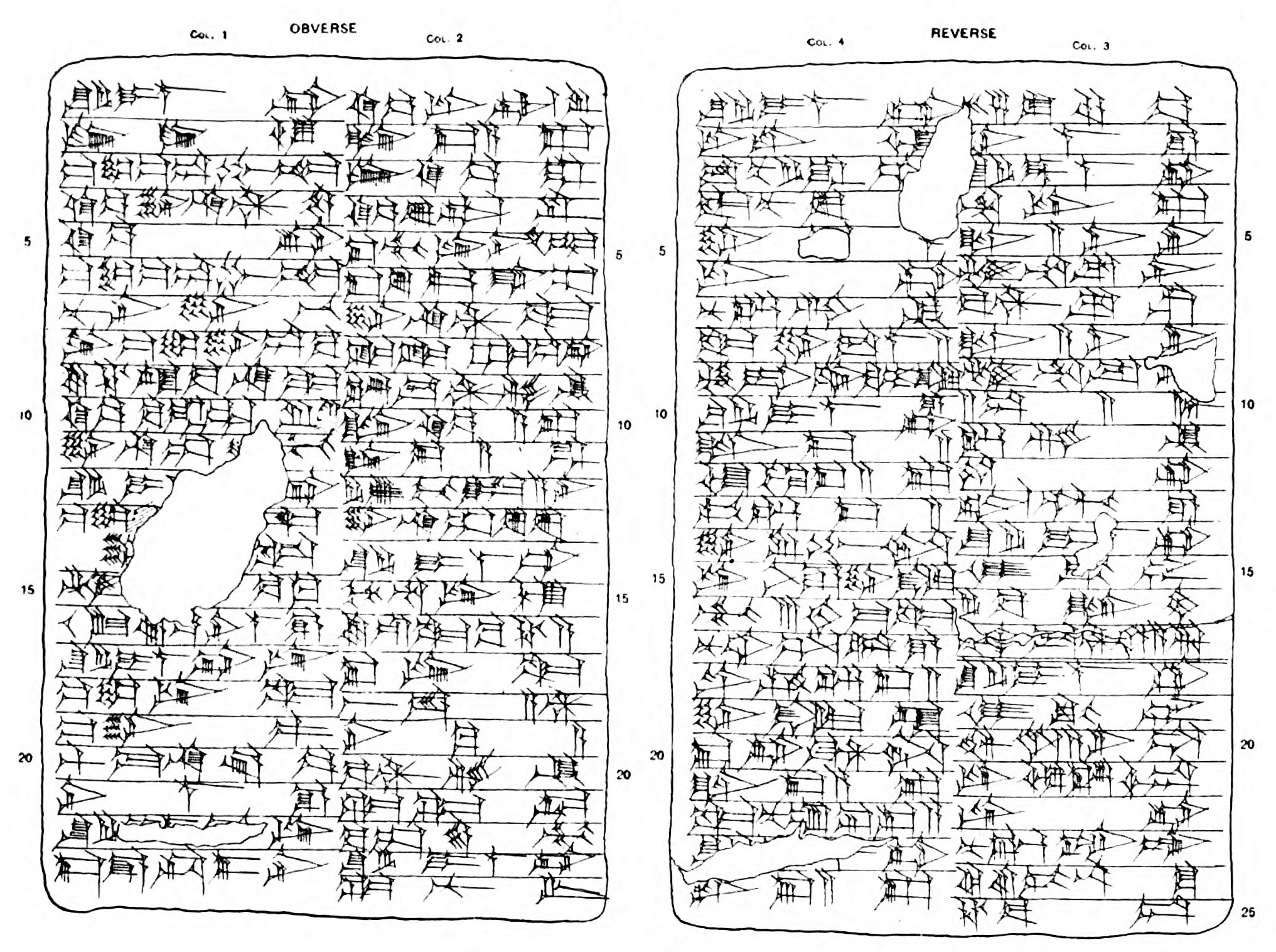
قانون لبت عشتار

وُضعت المسلة الأصلية المصنوعة من الديوريت، والتي نُقشت عليها الشريعة، في نيبور، وقد بقي منها قطعتان حتى يومنا هذا. وتشير الباحثة الأمريكية مارثا روث إلى أنه في تلك الفترة كان من التقاليد أن يُسمّى كل عام باسم حدث بارز وقع خلاله، وتقترح أن أحد الأعوام قد يكون سُمّي تيمنًا بنصب هذه المسلة. وفي ترجمتها الإنجليزية، يُشار إلى هذا العام كالآتي:
"العام الذي أقام فيه لبت عشتار العدالة في أرض سومر وأكاد."
— لبت عشتار (بترجمة مارثا روث)

### نقل الشريعة
وصلتنا شريعة لبت عشتار من خلال عدة مصادر، جميعها تقريبًا باستثناء اثنين تعود إلى نيبور. وتحتوي هذه المصادر على نحو نصف نص الشريعة، وبذلك تم تناقل هذا الجزء منها. ويُقدّر أن الطول الكامل للشريعة يقارب طول شريعة حمورابي اللاحقة.

## مقتطفات من شريعة ليبيت-إشتار
تُعرف شريعة لبت عشتار من خلال عدد من الألواح الطينية المجزأة، وقد تمكّن الباحثون من إعادة بناء بعض القوانين بشكل كامل، ومنها:
- المادة 8: إذا سلّم رجل أرضًا بورًا لرجل آخر ليغرسها بستانًا، ولم يُكمل الثاني غرسها، فإن الأرض المهملة تُحسب جزءًا من نصيب من بدأ غرسها.
- المادة 9: من يُضبط وهو يسرق من بستان غيره، يُلزم بدفع عشرة شواقل من الفضة.
- المادة 10: من يقطع شجرة من بستان آخر، فعليه غرامة مقدارها نصف منّ من الفضة.
- المادة 11: إذا كانت أرض مهملة مجاورة لبيت أحدهم، وطلب مالك البيت من جار الأرض المهملة ترميم منزله حمايةً له، وتم الاتفاق على ذلك، فإن مالك الأرض يكون مسؤولًا عن تعويض أي خسارة يتعرض لها جارُه.
- المادتان 12 و13: إذا هرب عبد أو جارية وسكن في منزل شخص آخر لمدة شهر، فعلى الأخير أن يُعيد عبدًا بديلًا، وإن لم يكن لديه، يدفع 15 شاقلًا من الفضة.
- المادة 14: إذا دفع العبد فدية حريته مضاعفةً لسيده، يُطلق سراحه ويُعتق رسميًا.
- المادتان 15 و16: العبد الممنوح من الملك لا يجوز مصادرته. وإذا اختار هذا العبد الذهاب إلى رجل آخر طوعًا، فلا يُحتجز، وله حرية الذهاب حيث يشاء.
- المادة 17: من يُلزم رجلًا بأمر دون علمه أو رضاه، لا يُعتد بذلك التزامًا قانونيًا، ويُحمّل من فرضه التبعات القانونية.
- المادة 18: إذا دفع رجل ضرائب ملكية بدلًا من مالكها الأصلي، لا يجوز طرد الأخير لمدة ثلاث سنوات، وبعدها تنتقل الملكية لمن سدد الضريبة دون حق الرجوع للمالك السابق.
- المادة 22: الابنة، سواء كانت كاهنة كبرى أو كاهنة أو خادمة معبد، تبقى في منزل والدها الوريث طالما هو على قيد الحياة.
- المادة 24: في حال أنجبت الزوجة الثانية أولادًا، فإن مهرها يعود لأولادها، لكن التركة الكاملة تُقسم بالتساوي بين أولاد الزوجتين.
- المادة 25: أبناء الجارية المحرّرة لا يشاركون أولاد الزوجة الشرعية في الميراث، حتى وإن كان الأب قد اعترف بهم.
- المادة 27: إذا لم تنجب الزوجة، وأنجبت له بغيّ من العامة أولادًا، فعلى الرجل إعالتها، ويُعد أولادها ورثة شرعيين، لكن لا يحق للبغيّ السكن في منزل الزوجة ما دامت حيّة.
- المادة 29: إذا خُطب رجل لابنة أحدهم وسكن في منزل عائلتها، ثم طُردت منه وأُعطيت زوجته لرجل آخر، يُعاد إليه ما قدّمه من هدايا خطبة، ولا يجوز لها الزواج من الآخر.
- المواد 34–37: من يستأجر ثورًا ويتسبب في إصابات له، يُلزم بتعويض حسب نوع الضرر:

1. جرح في منطقة حلقة الأنف: ثلث الثمن.
2. إصابة العين: نصف الثمن.
3. كسر القرن: ربع الثمن.
4. إصابة الذيل: ربع الثمن.